# Arisemus guhli
Arisemus guhli és una espècie d'insecte dípter pertanyent a la família dels psicòdids que es troba a Sud-amèrica: Colòmbia.